# جون إف. هال
جون إف. هال (بالإنجليزية: John F. Hall) هو مؤرخ أمريكي، ولد في 14 أبريل 1951.